# Walter Huhn (General)
Walter Huhn (* 14. Mai 1958 in Walsrode) ist ein Generalmajor außer Dienst der Luftwaffe der Bundeswehr. Er war in letzter Verwendung von 29. März 2018 bis 1. Oktober 2020 Stellvertreter des Kommandeurs und Chef des Stabes des Zentrum Luftoperationen in Kalkar/Uedem.

## Militärische Laufbahn
Huhn trat 1976 in die Bundeswehr ein und absolvierte die Ausbildung zum Offizier der Luftwaffe. Er studierte von 1978 bis 1981 Elektrotechnik an der Helmut-Schmidt-Universität der Bundeswehr in Hamburg. Es folgte von 1981 bis 1989 Ausbildung und Einsatz als Radarleitoffizier beim Fernmelderegiment 34. Von 1989 bis 1991 absolvierte Huhn den Generalstabslehrgang an der Führungsakademie der Bundeswehr in Hamburg. Von 1991 bis 1993 war er Kompaniechef der Radarführungskompanie 121 in Goch und Staffelchef einer Luftwaffensicherungsstaffel. Es folgte 1993 eine Verwendung als Dezernent im Dezernat I a der Abteilung A3 des Luftwaffenführungskommandos in Köln-Wahn. Von 1994 bis 1996 folgte eine ministerielle Verwendung als Referent FÜ S III 7 im Führungsstab der Streitkräfte im Bundesministerium der Verteidigung in Bonn. Hierauf folgte von 1996 bis 1999 eine Stabsoffiziersverwendung bei SHAPE in Mons (Belgien). Im Anschluss wurde Huhn als von 1999 bis 2000 als Referent im Sekretariat der Kommission „Gemeinsame Sicherheit und Zukunft der Bundeswehr“ (Weizsäcker-Kommission) eingesetzt. Von 2000 bis 2001 führte er als Kommandeur die Radarführungsabteilung 24 in Freising. Von 2001 bis 2003 war Huhn Dezernatsleiter im Luftwaffenamt, bevor er 2003 Leiter des Militärberaterstabs an der Ständigen Vertretung der Bundesrepublik Deutschland bei den Vereinten Nationen in New York wurde. Von 2006 bis 2009 war Huhn als Leiter des Arbeitsbereiches Militärpolitik bei der Ständigen Deutschen Vertretung bei der Europäischen Union in Brüssel eingesetzt. Es folgte 2009 bis 2011 eine Verwendung als Stellvertreter Leiter des Planungsstabes im Bundesministerium der Verteidigung. Von 2011 bis 2014 wurde Huhn im Europäischen Auswärtigen Dienst in Brüssel eingesetzt. Es folgte 2014 bis 2015 eine zweite Verwendung als Leiter des Arbeitsbereiches Militärpolitik bei der Ständigen Deutschen Vertretung bei der Europäischen Union, bevor Huhn 2015 Commander NATO CIS Group und Deputy Chief of Staff CIS and Cyber Defence im NATO-Hauptquartier SHAPE wurde. Am 29. März 2018 löste Huhn Generalmajor Bernhard Schulte Berge als Stellvertreter des Kommandeurs und Chef des Stabes des Zentrum Luftoperationen in Kalkar/Uedem ab. Zum 1. Oktober 2020 übergab er diesen Dienstposten an Brigadegeneral Michael Hogrebe und trat nach 44 Dienstjahren in den Ruhestand.

## Privates
Huhn ist verheiratet und hat 4 Kinder.

## Auszeichnungen
- Ehrenkreuz der Bundeswehr in Gold